# Алуніт Закарпатської області
Алуніт Закарпатської області
Корисна копалина розвідана на Берегівському і Біганському родовищах. Найбільш реально може вестися її видобуток на Берегівському родовищі де вона утворює поклади разом з каоліном вище рівня підземних вод, а запаси складають 50 млн т. ДНІ цементу, ІОНХ, ВАМІ, УжДУ та інші наукові заклади, визначили напрями використання алунітових руд різної якості.
Руда зі вмістом алуніту до 40 % є сировиною для глинозему і металічного алюмінію, калієвих мінеральних добрив, сірчаної кислоти, галуну (квасців), сульфату алюмінію, соди, з бідних руд (вміст алуніту 20-40 %)-спеціальних напрягаючих і кольорових цементів, піно-скла будівельного призначення, декоративної облицювальної плитки, жорн (млинського каменю). Проведено результативні досліди по використанню випалених алунітів для підкормки птиці.
Найбільш ймовірно на даний час розпочати виробництво квасців (галуну) так необхідних для обробки шкіри, виробництво цементу та піно-скла добуваючи алунітові руди сумісно з каоліном на Берегівському каоліновому родовищі, яке експлуатує СП «Керамнадра».
Виготовлення квасців можна оперативно організувати на одному з підприємств м. Берегова.
Біганське алунітове родовище обводнене, а руди потребують збагачення. Розвідані запаси категорій Сі+С2 становлять 195,4 млн т.